# Chung kết Cúp Liên đoàn bóng đá Pháp 1999
Chung kết Cúp Liên đoàn bóng đá Pháp 1999 là trận đấu bóng đá giữa RC Lens và FC Metz trong khuôn khổ Cúp Liên đoàn bóng đá Pháp 1998-1999. Trận đấu tổ chức tại Stade de France, xã Saint-Denis, tỉnh Seine Saint-Denis vào ngày 8 tháng 5 năm 1999. Kết thúc trận, RC Lens đánh bại FC Metz 1–0 nhờ bàn thắng duy nhất của Daniel Moreira.

## Diễn biến trận đấu
| RC Lens     | 1 – 0 | FC Metz |
| ----------- | ----- | ------- |
| Moreira 56' |       |         |

| RC LENS:                                             |    |                            |  |     |
|                                                      |    |                            |  |     |
| GK                                                   | 1  | Guillaume Warmuz           |  |     |
| DF                                                   | 2  | Eric Sikora                |  |     |
| DF                                                   | 4  | Cyrille Magnier            |  |     |
| DF                                                   | 13 | Frédéric Déhu (đội trưởng) |  |     |
| MF                                                   | 25 | Valérien Ismaël            |  |     |
| MF                                                   | 6  | Cyril Rool                 |  |     |
| MF                                                   | 10 | Daniel Moreira             |  | 77' |
| MF                                                   | 8  | Stéphane Dalmat            |  | 90' |
| MF                                                   | 19 | Vladimír Šmicer            |  | 80' |
| FW                                                   | 21 | Pascal Nouma               |  |     |
| FW                                                   | 11 | Tony Vairelles             |  |     |
| Thay người:                                          |    |                            |  |     |
| MF                                                   | 7  | Mickaël Debève             |  | 77' |
| MF                                                   | 18 | Philippe Brunel            |  | 80' |
| MF                                                   | 9  | Alex Nyarko                |  | 90' |
| Sự thay đổi người không được dùng đến:               |    |                            |  |     |
| GK                                                   | 16 | Christophe Marichez        |  |     |
| DF                                                   | 3  | Yohan Lachor               |  |     |
| Manager:                                             |    |                            |  |     |
| Daniel Leclercq Assistant Referees: Fourth Official: |    |                            |  |     |

| FC METZ:                               |    |                                  |  |     |
|                                        |    |                                  |  |     |
| GK                                     | 1  | Lionel Letizi                    |  |     |
| DF                                     | 2  | Pascal Pierre                    |  |     |
| DF                                     | 18 | Jeff Strasser                    |  |     |
| DF                                     | 5  | Sylvain Kastendeuch (đội trưởng) |  |     |
| DF                                     | 26 | David Regis                      |  | 68' |
| DF                                     | 14 | Geoffray Toyes                   |  |     |
| MF                                     | 8  | Franck Rizzetto                  |  |     |
| MF                                     | 25 | Danny Boffin                     |  |     |
| MF                                     | 10 | Frédéric Meyrieu                 |  |     |
| MF                                     | 28 | Gunter Van Handenhoven           |  | 80' |
| FW                                     | 15 | Nenad Jestrović                  |  |     |
| Thay người:                            |    |                                  |  |     |
| MF                                     | 7  | Ludovic Asuar                    |  | 68' |
| DF                                     | 4  | Sébastien Schemmel               |  | 80' |
| Sự thay đổi người không được dùng đến: |    |                                  |  |     |
| GK                                     | 16 | André Biancarelli                |  |     |
| MF                                     | 12 | Grégory Proment                  |  |     |
| FW                                     | 29 | Nasreddine Kraouche              |  |     |
| Huấn luyện viên:                       |    |                                  |  |     |
| Joël Müller                            |    |                                  |  |     |